# Mohammed bin Rashid Al Maktoum
Xeique Mohammed bin Rashid Al Maktoum (15 de julho de 1949; em árabe: محمد بن راشد المكتوم), honorificamente chamado de  "xeque Mohammed", é o atual primeiro-ministro e vice-presidente dos Emirados Árabes Unidos desde 2006, além de ser Emir de Dubai.
Também é dono de 99,67% da Dubai Holding.
Tem sido o arquitecto de uma série de reformas no seio do governo dos EAU, lideradas pela Federation Governance Strategy, que foi lançada em 2007. Em 2010, esteve envolvido no lançamento da estratégia dos EAU Vision 2021, que visa tornar os EAU "um dos melhores países do mundo até 2021".

## Biografia
Terceiro filho de Rashid bin Saeed Al Maktoum, Mohammed começou seu estudos na Al Ahmedia School. Aos 10 anos passou para a Al Shaab School, dois anos depois entrou na Dubai Secondary School e em 1966 foi estudar na Inglaterra, na Bell Educational Trust.
É um grande entusiasta de esportes equestres, tendo seus filhos Rashid, Ahmed, Majid e Hamdan ganhado medalhas de ouro em enduro equestre nos Jogos Asiáticos. Sua filha Latifa foi medalha de bronze no salto.
É também um grande aficcionado por carros, possuindo uma coleção de veículos esportivos luxuosos.
Em 2019, a sua fortuna estava avaliada em quatro bilhões de euros.
Tem cinco esposas e ao menos duas ex-esposas e mais de 20 (vinte) filhos.

## Divórcio e polêmicas

### Casamento com a princesa Haya da Jordânia e posterior divórcio
Em 10 de abril de 2004, Mohammed se casou com sua sexta esposa, a  princesa Haya bint Hussein da Jordânia, meia-irmã do rei Abdullah II da Jordânia. O casal teve dois filhos: Jalila bint Mohammed bin Rashid Al Maktoum, nascida em 2 de dezembro de 2007, e Zayed bin Mohammed bin Rashid Al Maktoum, nascido em 7 de janeiro de 2012.
No final de junho de 2019, a imprensa reportou que Haya havia fugido de Dubai e pedido asilo na Alemanha. No entanto, no dia 3 de julho a BBC escreveu que ela estaria em Londres, morando com dois filhos em uma mansão próxima ao Palácio de Kensington. Segundo a imprensa também, Haya teria pedido asilo no Reino Unido e entrado com um pedido de divórcio e de guarda dos filhos na corte suprema de Londres.
Enquanto as notícias sobre a fuga de Haya se tornavam públicas, o xeque postou um poema no Instagram falando sobre "traição e traidora", que a imprensa imediatamente interpretou como se referindo a ela.
Posteriormente, foi revelado que Haya, além de pedir o divórcio e a guarda dos filhos, havia pedido também proteção para um de seus filhos contra casamento forçado e contratado a advogada Fiona Shackleton, que havia sido responsável pelos processos de separação do príncipe Carlos e da princesa Diana e do príncipe André e Sarah Ferguson. 

### Primeira esposa acusa emir de maus-tratos
Em meados de janeiro de 2020, ainda no meio do polêmico divórcio com a princesa Haya, Muhammed acabou envolvido em outra polêmica. Sua primeira esposa, Randa bin Mohamed Al Banna, com a qual havia se casado em 1977 e se divorciado poucos anos depois, o acusou de maus-tratos. Ela relatou que o Emir era um homem difícil e teimoso e que havia tido poucos anos de felicidade no casamento. Ela também disse que após pedir o divórcio, foi expulsa dos Emirados Árabes Unidos, enviada para Beirute e que nunca mais pôde ver a única filha do casal, Manal. Ela também contou que uma vez havia insistido para ver a filha, tendo então Muhammed a convidado para ir a Dubai. Segundo a revista Caras de Portugal, "quando chegou à morada indicada por Al Maktoum para ver Manal terá encontrado uma grande festa. O emir ter-lhe-á então dito que encontrasse a filha no meio da multidão. "Procura-a, quero ver o instinto de mãe".

### Duas filhas do emir tentam fugir
Duas filhas do emir, Latifa bint Mohammed Al Maktoum e Shamsa, haviam tentado fugir antes do caso da princesa Haya. Em março de 2018, Latifa Al Maktum anunciou em um vídeo divulgado no YouTube seu desejo de fugir do país. No vídeo ela relatou que havia sido torturada e detida por três anos depois de uma primeira tentativa de fuga quando ainda era adolescente, em 2002. Ela ainda disse que seu pai “destrói a vida de tantas pessoas" e "faço este vídeo, caso isso fracasse”.
O vídeo se tornou público justo após o temido fracasso. Em 24 de fevereiro de 2018, com a ajuda de uma amiga finlandesa, Latifa conseguiu sair de Dubai para embarcar num veleiro americano nas águas de Omã, sultanato vizinho. No entanto, ela foi capturada na noite de 4 para 5 de março, em águas internacionais frente a Goa, quando o veleiro foi abordado pela marinha indiana, segundo a finlandesa Tiina Jauhiainen. O governo de Dubai confirmou depois que a princesa havia sido “levada de volta para sua família e estava bem”.
Segundo a Human Rights Watch (HRW), as duas princesas estão detidas e sofrem maus-tratos a mando do Emir. Já a organização Detidos em Dubai, com sede no Reino Unido, disse que a “situação das princesas Haya e Latifa mostra faltas graves e abusos legalizados do sistema judiciário dos Emirados, em particular no que diz respeito aos direitos das mulheres”.

### Sentença
No dia 05 de março, a imprensa tornou público que o emir havia sido considerado "culpado" pelo Tribunal de Família de Londres de uma "campanha de intimidação" contra a princesa Haya e pelo sequestro de duas filhas, sendo que dias antes ele já havia tido o pedido de "segredo de justiça" negado, ao tentar evitar que detalhes de sua condenação viessem à tona.
"A decisão considerada histórica põe por terra a reputação de líder pró-reformas no Oriente Médio defendida pelo xeque", escreveu a revista Cláudia.
No dia 6, parlamentares britânicos pediram que a polícia reabrisse a investigação sobre o caso de sequestro da princesa Shamsa, que havia sido sequestrada nas ruas de Cambridge em 2000, drogada e levada de volta a Dubai contra sua vontade. O parlamentar conservador Nickie Aiken disse: "este caso mostra claramente que não importa o contexto, educação e status da mulher, a violência doméstica não discrimina ninguém".
O tribunal também revelou que o emir havia "contratado" o casamento de sua filha com Haya, Jalila, de apenas 11 anos de idade (em 2020), com o príncipe herdeiro da Arábia Saudita, Mohammed Bin Salman, então com 34 anos.
A decisão final sobre o divórcio foi proferida em 21 de dezembro de 2021 num tribunal de Londres, tendo o juiz do caso, Philip Moor, sentenciado Al Maktoum a pagar mais de 700 milhões de dólares à Haya e aos dois filhos do casal. Moor, que divulgou que a Princesa, já vivendo no Reino Unido, tinha sido vítima de uma campanha de intimidação, difamação e espionagem, também afirmou que a maior ameaça enfrentada por Haya e seus filhos vinha do "próprio [emir], não de fontes externas" e que, portanto, parte do dinheiro teria que ser usada vitaliciamente para o pagamento de equipes de segurança especializadas.